# Província de Izumo

Izumo (出雲国, Izumo-no-kuni) foi uma antiga província japonesa. Que ocupa a porção leste da atual província de Shimane. Ela foi chamada algumas vezes de Unshu (云州). A província está localizada na região de Chugoku .

Mapa das Províncias Japonesas (1868) com a Província de Izumo em destaque

Esta província foi descrita em algumas lendas japonesas como tendo um lado religioso altamente desenvolvido. Ainda hoje o Santuário de Izumo um dos lugares sagrados mais importantes do Xintoísmo dedicado ao kami Ookuninushi filho de Susanoo de quem os clãs de Izumo acreditavam ser descendentes.
Até o Período Sengoku , Izumo havia perdido muito de sua importância. Ela foi dominada antes da Batalha de Sekigahara pelo clã Mori , e depois se tornou um feudo independente com uma cidade moderna, Matsue 

## Shugo

### Shogunato Kamakura
1. Sasaki Yoshikiyo - (1225 - 1233)
2. Sasaki Masayoshi - (1233 - 1248)
3. Sasaki Yasukiyo - (1248 - 1278)
4. Takaoka Muneyasu - (1278 - 1284)
5. Enya Yoriyasu - (1284 - 1288)
6. Enya Sadakiyo - (1303 - 1326)
7. Enya Takasada - (1326 - 1336)

### Shogunato Ashikaga
1. Enya Takasada - (1336 - 1341)
2. Yamana Tokiuji - (1341 - 1343)
3. Kyōgoku Takauji - (1343 - 1349)
4. Yamana Tokiuji - (1349 - 1352)
5. Kyōgoku Takauji - (1352 - 1365)

## Domínios
- Domínio de Hirose -- 1666 - 1850 -- Clã Matsudaira -- 30,000 Koku [2]
- Domínio de Mori -- 1666 - 1871 -- Clã Matsudaira -- 30,000 Koku [2]
- Domínio de Matsue -- 1600 - 1633 -- Clã Horio -- 30,000 Koku [2]